# Pseudopyrausta santatalis
Pseudopyrausta santatalis là một loài bướm đêm trong họ Crambidae.